# エリー・ゴールディング
エリー・ゴールディング（Elena Jane Goulding 1986年12月30日 - ）は、イギリスのシンガーソングライター。レコードプロデューサーのStarsmithとFrankmusikの出会いからキャリアが始まり、後にエリーのマネージャーとA&Rとなったジェイミー・リリーホワイトに見出された。2009年7月にポリドール・レコードと契約した後、翌年EP盤の『An Introduction to Ellie Goulding』でデビューを果たす。2010年発売のデビューアルバム『Lights』でイギリスアルバムチャートで1位を記録し、イギリス国内で85万枚を売り上げた。エルトン・ジョンのカバー曲「Your Song」が2010年12月にイギリスで2位を獲得し、2011年4月にバッキンガム宮殿で行われたウィリアム王子とキャサリン・ミドルトンの婚礼で同曲を披露した。2011年3月にアメリカで発売された曲「Lights」はBillboard Hot 100で2位を獲得し、アメリカレコード協会でトリプルプラチナを受賞。2012年10月にセカンドアルバム『Halcyon』を発売し、イギリスのアルバムチャートで2位を獲得、アメリカでは初のトップ10を記録した。2013年までに全世界で約400万枚のアルバムと1500万枚のシングルのセールスを達成。

## 略歴

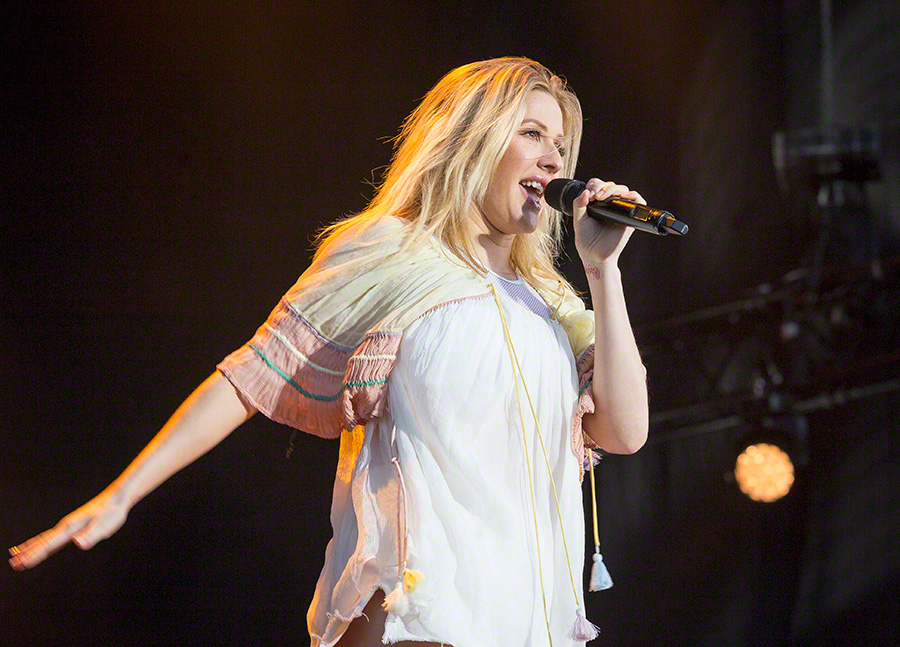
Ellie Goulding (2016)

ヘレフォードで生まれ、ヘレフォードシャー・キングストンの近くの小さな村であるライオンズホールで4人兄弟の2番目として育てられた。両親は5歳の時に離婚。9歳でクラリネットの演奏を学び、14歳からギターを弾き始めた。15歳の時から音楽の制作を始めた。国立ケント大学で英文学（国文学）を学び、大学在学中に歌唱コンテストで優勝した。エレクトロに触れるようになり、StarsmithとFrankmusikの協力のもと、「Wish I Stayed」を制作した。大学でのコンテストで、Turn First Artistのジェイミー・リリーホワイトに見出された。Turn First Artistの社長のSarah Stennettに歌を披露した後、音楽の道に進むため大学を中退し西ロンドンに家を構えるようになった。リリーホワイトはエリーのマネージャーとA&Rを担当している。

## キャリア
2009–10: アルバム発売前
デビューシングル「Under the Sheets」が2009年11月にイギリスで発売。2009年10月に「Wish I Stayed」を発売し、同年12月22日〜28日までイギリスのiTunes Storeで無料配布を行った。デビューアルバム発売前にBBC Sound of 2010で歌を披露し、将来の期待の星であると賞賛された。
2010–11: Lights
2010年3月発売のデビューアルバム『Lights』はイギリスで1位、アイルランドで6位を獲得。アルバム内のシングル「Starry Eyed」「Guns and Horses」「The Writer」はそれぞれ4、26、19位を記録した。2012年6月にはアルバムの売上がイギリスで85万枚、世界中で160万枚を達成。アメリカのエレクトロアーティストでありプロデューサーでもあるスクリレックスと「Summit」という曲で共同制作している。エリーはスクリレックスの南アメリカツアーなどで同行している。
2012–現在: Halcyon
2012年にはゼッドのアルバム『Clarity』の曲「Fall into the Sky」、カルヴィン・ハリスのアルバム『18 Months』の曲「I Need Your Love」でフィーチャーしている。2012年7月下旬、セカンドアルバム『Halcyon』が同年10月8日に発売予定であることを発表した。アルバムに先行して、8月21日にシングル「Anything Could Happen」を発売。11月19日にセカンドシングル「Figure 8」を発売し、発売前からイギリスのチャートトップ40内を記録。「Burn」でゴールディングのシングルで初めて、イギリスの公式シングルチャートで1位を獲得。
2015年5月には歌手テイラー・スウィフトのミュージックビデオ「Bad Blood」に Destructa X 役で出演している。

## 私生活
エリーは熱心なランナーであり、毎日6マイル走ることを目標としている。2010年にはマラソンを走るプランを発表した。セカンドシングル『Run into the Light』のサポートとして、フェイスブックを通じUKツアーの7都市でエリーと一緒に走る企画を立ち上げ、ファンを数名招待した。欧米でも同様の企画を行いたいと述べている。2013年4月28日にワシントンで行われたNike Women Half Marathonでは、1時間41分35秒を記録した。
アメリカンフォークシンガーのLissieと親友であり、2010年には一緒にイギリスでツアーを行った。ニュージーランド出身のインディーポップシンガーのロードやアメリカのポップシンガーのケイティ・ペリーとも親しい友人である。2009〜2011年までGreg Jamesと交際しており、その関係がエリーのセカンドアルバム『Halcyon』の数曲に影響していることを認めている。2012年にスクリレックスと交際しており、2013年9月にはエド・シーランが同年の夏の間、交際していたと述べている。

## 人物
R&B、エレクトロ、ヘビーメタル、フォーク、ヒップホップ、ポップ、クラシックなど幅広いジャンルの音楽に影響を受けていることを述べている。影響を受けたアーティストとしてビヨンセ、イモージェン・ヒープ、ビョーク、アーニー・ディフランコ、ジョニ・ミッチェル、ローリン・ヒルを挙げ、同世代ではフローレンス・アンド・ザ・マシーン、マリーナ・アンド・ザ・ダイアモンズ、ケイティ・ペリー、ラナ・デル・レイ、レディー・ガガ、リアーナ、アウル・シティーに感銘を受けたことを述べている。ラッパーのカニエ・ウェスト、ドレイク、ニッキー・ミナージュも敬愛している。ゴールディングの音楽スタイルはケイト・ナッシュ、リッキ・リー、トレイシー・ソーン、Meikoによく比較される。

## 慈善活動
2010年にはブリティッシュ・ハート・ファウンデーション(British Heart Foundation)の為に、グレート・ノース・ラン(Great North Run)に参加した。2011年には、ロサンゼルス統一学区の貧しい子供達の支援を目指したStudent Run LAというチャリティマラソンに参加した。2012年にはエリーのCD1枚の売上につき1ドルをFree the Childrenチャリティに募金することをPandora Radioと共に行った。2013年6月1日にはロンドンで行われたグッチ主催の教育・健康・公平に関しての世界中の女性問題の意識向上を目的としたキャンペーン「Chime for Change」のコンサートイベントでパフォーマンスを行った。

## ディスコグラフィ

### アルバム
| 年                                        | タイトル       | アルバム詳細                                                                                               | チャート最高位 | チャート最高位 | チャート最高位 | チャート最高位 | チャート最高位 | チャート最高位 | チャート最高位 | チャート最高位 | チャート最高位 | チャート最高位 | 認定                                                                                            |
| 年                                        | タイトル       | アルバム詳細                                                                                               | UK             | AUS            | BEL            | CAN            | FRA            | GER            | IRE            | NZ             | SWI            | US             | 認定                                                                                            |
| ----------------------------------------- | -------------- | --- | -------------- | -------------- | -------------- | -------------- | -------------- | -------------- | -------------- | -------------- | -------------- | -------------- | ----------------------------------------------------------------------------------------------- |
| 2010                                      | Lights         | - 発売日: 2010年2月26日 - レーベル: Polydor - フォーマット: CD, LP, digital download - 全英売上: 80.1万枚  | 1              | —              | 54             | 66             | —              | 42             | 6              | 28             | 90             | 21             | - UK: 2× プラチナ - CAN: プラチナ - US: プラチナ                                                |
| 2012                                      | Halcyon        | - 発売日: 2012年10月5日 - レーベル: Polydor - フォーマット: CD, LP, digital download - 全英売上: 109.6万枚 | 1              | 16             | 14             | 8              | 85             | 8              | 1              | 3              | 7              | 9              | - UK: 3× プラチナ - AUS: ゴールド - GER: ゴールド - NZ: プラチナ - SWI: ゴールド - US: ゴールド |
| 2015                                      | Delirium       | - 発売日: 2015年11月6日 - レーベル: Polydor - フォーマット: CD, LP, digital download - 全米売上: 11.7万枚  | 3              | 3              | 1              | 2              | 34             | 5              | 2              | 4              | 5              | 3              | - UK: プラチナ - CAN: 2× プラチナ - US: プラチナ                                                |
| 2020                                      | Brightest Blue | - 発売日: 2020年7月17日 - レーベル: Polydor - フォーマット: CD, LP, カセット, digital download             | 1              | 25             | 17             | 38             | 101            | 12             | 9              | 19             | 9              | 29             | - CAN: ゴールド - US: ゴールド                                                                  |
| "—"は未発売またはチャート圏外を意味する。 |                | |                |                |                |                |                |                |                |                |                |                |                                                                                                 |

## 受賞
| 年   | オーガナイゼーション         | ノミネート     | カテゴリー                        | 結果       |
| ---- | ---------------------------- | -------------- | --------------------------------- | ---------- |
| 2010 | BBC Sound of 2010            | Ellie Goulding | Sound of 2010                     | 受賞       |
| 2010 | BRIT Awards                  | Ellie Goulding | Critics' Choice                   | 受賞       |
| 2010 | Q Awards                     | Ellie Goulding | Best Female Artist                | ノミネート |
| 2010 | Q Awards                     | Ellie Goulding | Best Breakthrough Artist          | ノミネート |
| 2010 | MTV Europe Music Awards      | Ellie Goulding | Best UK & Ireland Act             | ノミネート |
| 2010 | 2010 MP3 Music Awards        | Ellie Goulding | The BNC Award                     | ノミネート |
| 2010 | BT Digital Music Awards      | Ellie Goulding | Best Female Artist                | ノミネート |
| 2010 | UK Festival Awards           | Ellie Goulding | Best Breakthrough Artist          | ノミネート |
| 2010 | Virgin Media Music Awards    | Ellie Goulding | Best Newcomer                     | ノミネート |
| 2010 | Virgin Media Music Awards    | Lights         | Best Album                        | ノミネート |
| 2011 | BRIT Awards                  | Ellie Goulding | Best British Female               | ノミネート |
| 2011 | BRIT Awards                  | Ellie Goulding | Best British Breakthrough Act     | ノミネート |
| 2011 | 2011 Glamour Magazine Awards | Ellie Goulding | Pandora Newcomer of the Year 2011 | 受賞       |